# Salicarus roseri
Salicarus roseri (synoniem: Sthenarus roseri) is een wants uit de familie van de blindwantsen (Miridae). De soort werd het eerst wetenschappelijk beschreven door Herrich-Schaeffer in 1838.

## Uiterlijk
De kleine ovale wants kan 3,6 tot 4 mm groot worden en is altijd langvleugelig (macropteer). De kleur van het lichaam is zeer variabel, zwart, bruin of geel, als dan niet met zwarte gedeelten, het schildje (scutellum) is nagenoeg altijd zwart. De pootjes zijn geel met zwarte stekels en soms zijn de dijen roodachtig. De antennes zijn ook zwart en bij sommige varianten zijn de eerste en het midden van het tweede antennesegment lichter gekleurd.

## Leefwijze
De soort kent één generatie per jaar en overwintert als eitje. De volwassen wantsen worden van eind mei tot september waargenomen op diverse wilgensoorten (salix). Behalve de onrijpe vruchten van bittere wilg (Salix purpurea), schietwilg (Salix alba),
boswilg (Salix caprea) en grauwe wilg (Salix cinerea), eet de wants ook af en toe bladluizen (Aphidoidea).

## Leefgebied
De wantsen komen voor op wilgen in parken, tuinen en houtwallen in het Palearctisch gebied tot in het Verre Oosten. In Nederland is de soort algemeen.